# فوکوشیما، هوکایدو
فوکوشیما، هوکایدو (به لاتین: Fukushima, Hokkaido) یک منطقهٔ مسکونی در ژاپن است که در Matsumae District واقع شده‌است. فوکوشیما  ۴٬۳۹۰ نفر جمعیت دارد.